# Mahram Tehran BC
Mahram Tehran Basketball Club (persa:باشگاه بسکتبال مهرام تهران) é um clube profissional de basquetebol localizado em Teerã, Irão. Atualmente milita na Superliga. Foi fundado em 1999, mas mesmo com sua história relativamente curta, possui dois títulos asiáticos, seis iranianos e quatro títulos do sudoeste asiático. Manda seus jogos no Azadi Basketball Hall que possui capacidade para 3.000 espectadores.

## Temporada por Temporada
| Temporada | Nível | Liga      | Pos. | Pós Temporada     | Competições Regionais     | Competições Regionais | Competições Continentais | Competições Continentais |
| --------- | ----- | --------- | ---- | ----------------- | ------------------------- | --------------------- | ------------------------ | ------------------------ |
| 2008-09   | 1     | Superliga | 1    | Terceiro Colocado | Liga da Sudoeste Asiático | 6-0 Campeão           | Copa da Ásia             | 7-0 Campeão              |
| 2009-10   | 1     | Superliga | 1    | Campeão           | Liga da Sudoeste Asiático | 5-0 Campeão           | Copa da Ásia             | 6-1 Campeão              |
| 2010–11   | 1     | Superliga | 1    | Campeão           | Liga da Sudoeste Asiático | 5-2 SM                | Copa da Ásia             | 5-2 FN                   |
| 2011–12   | 1     | Superliga | 1    | Campeão           | Liga da Sudoeste Asiático | 7-0 Campeão           | Copa da Ásia             | 4-1 FN                   |
| 2012–13   | 1     | Superliga | 3    | Finalista         | -                         | -                     | -                        | -                        |
| 2013–14   | 1     | Superliga | 1    | Finalista         | Liga da Sudoeste Asiático | 5-0 Campeão           | não disputado            | não disputado            |
| 2014-15   | 1     | Superliga | 2    | Campeão           | -                         | -                     | não disputado            | não disputado            |
| 2015-16   | 2     | D1        |      |                   | -                         | -                     | -                        | -                        |
| 2016-17   | 2     | D1        | 1    | Campeão           | -                         | -                     | -                        | -                        |
| 2017-18   | 1     | Superliga | 4    | Finalista         |                           |                       |                          |                          |

### Títulos

#### Liga Iraniana
- Campeão (6):2008, 2009, 2010, 2011, 2012, 2015
- Finalista (1):2013, 2014, 2018

#### Liga D1
- Campeão (1):2017

#### Copa Asiática
- Campeão (2):2009, 2010

#### Copa do Sudoeste Asiático
- Campeão(4):2009, 2010, 2012, 2014